# Nobuhiko Kawamoto
 (janvier 2024).
Nobuhiko Kawamoto, né le 3 mars 1936 à Tokyo, est un ingénieur et homme d'affaires japonais, qui a été le président-directeur général de l'entreprise automobile Honda, de 1990 à 1998.

## Biographie
Diplômé de l'université de Tohoku en 1963, il rejoint l’écurie de Formule 1 Honda R&D en tant qu'ingénieur. En 1968, Honda se retire de la compétition et Kawamoto rentre au Japon, où il gravit progressivement les échelons au sein du constructeur nippon. Durant cette période, il participe à la conception de la Honda Civic en 1972. Il devient ensuite chef du département recherche et développement de Honda. Il impulse alors le retour de Honda à la compétition automobile en tant que motoriste, d'abord en Formule 2 en 1981, puis en Formule 1 en 1983. Les titres remportées par Honda dans ces deux disciplines valent à Kawamoto d'être nommé PDG de Honda en 1990, alors en difficulté dans le marché des voitures de série, à tel point qu'il doit faire face à l'éventualité d'un rachat par Mitsubishi.
Kawamoto agit rapidement pour changer la culture d'entreprise de Honda en s’adaptant à la demande des consommateurs, ce qui a abouti à la création de la Honda Odyssey et de la Honda CR-V.
Le changement le plus important[Interprétation personnelle ?] pour Honda intervient lorsque Kawamoto met fin à l'engagement de son entreprise en Formule 1 après la saison 1992, arguant des problèmes financiers du constructeur et de la création d'une image d'entreprise plus respectueuse de l'environnement. En tant que PDG, il réorganise l’entreprise en trois domaines (automobile, moto et énergie) et divise l'orientation géographique de Honda en quatre zones: le Japon, l'Amérique du Nord, l'Europe et le reste du monde, en accordant à chaque zone plus d'autonomie dans les domaines des ventes et du marketing, de la fabrication et du développement. Ces changements ont porté leurs fruits puisque les bénéfices de Honda sont passés de 540 millions de dollars en 1990 à 1,78 milliard de dollars en 1996, tandis que les ventes en Amérique du Nord ont bondi de 9%.
Kawamoto quitte la direction de Honda en 1998, et est remplacé par Hiroyuki Yoshino. En décembre 1998, il reçoit le titre de chevalier de l'ordre de l'Empire britannique, pour ses « contributions précieuses à l'amélioration des relations entre la Grande-Bretagne et le Japon ».